# Résolution 166 du Conseil de sécurité des Nations unies
Membres permanents
- Chine (Taïwan)
- États-Unis
- France
- Royaume-Uni
- URSS

Membres non permanents
- Chili
- Sri Lanka
- Équateur
- Liberia
- Turquie
- RAU

Résolution no 165 Résolution no 167
La Résolution du Conseil de sécurité 166 de l’Organisation des Nations unies  est adoptée le 25 octobre 1961 au cours de la 971e séance, après avoir examiné la demande de la République populaire mongole d'adhésion aux Nations unies, le Conseil a recommandé à l’Assemblée générale que la République populaire mongole soit admise comme nouveau membre.

## Vote
La Résolution 166 a été approuvé par neuf voix contre zéro, avec une abstention, celle des États-Unis. La République de Chine n'a pas participé au vote.

## Texte
- Résolution 166 Sur fr.wikisource.org
- Résolution 166 Sur en.wikisource.org